# Diogo Moreira
Diogo Moreira (São Paulo, Brasil, 23 de abril de 2004) es un piloto de motociclismo brasileño que participa en el Campeonato del Mundo de Motociclismo de Moto2 con el Italtrans Racing Team, siendo el primer piloto brasileño en conseguir la victoria en la categoría.

## Biografía
En 2020, Diogo Moreira hizo su debut en el FIM CEV Moto3 Junior World Championship en una de las Honda del Junior Team Estrella Galicia 0,0. En su primera temporada en el FIM CEV, Moreira hizo una buena campaña: fue muy constante tanto así que terminó en siete de las once carreras en los puntos, con cuatro top-ten, de los cuales dos fueron top seis. Su mejor resultado en la temporada fue el quinto puesto alcanzado en la primera carrera celebrada en el Circuito de Jerez.
En 2021, Moreira continuó en el FIM CEV con el Equipo Estrella Galicia 0,0 y además hizo su debut en la Red Bull MotoGP Rookies Cup. En el FIM CEV, Moreira tuvo una temporada de altibajos: terminó seis de las doce carreras en el top-ten, consiguiendo su primer y único podio en el campeonato en la primera carrera de la segunda ronda celebrada en Valencia, esos resultados se vieron empañados por los cuatro abandonos y una carrera no diputada. Mientras que en la Rookies Cup fue una de las sorpresas del campeonato, en su primer evento en el campeonato consiguió la pole y además subió al podio en la primera carrera. Luego de esa ronda, Moreira cosechó otros tres podios y varios top-tens, que le permitierón terminar su primera temporada en la Red Bull MotoGP Rookies Cup en la sexta posición.
En 2022, Diogo Moreira dio el salto al Campeonato del Mundo de Moto3 de la mano del MT Helmets – MSI, equipo al igual que él novato en el mundial, haciendo dupla con el japonés Ryusei Yamanaka. En su primera carrera en el mundial, en Catar, Diogo Moreira clasificó en la 18.º posición y en la carrera tuvo una gran largada, remontando muchas posiciones logrando establecerse en el grupo delantero terminando su primer gran premio en el mundial en una gran sexta posición.

## Resultados

### FIM CEV Moto3 Junior World Championship
(Carreras en negrita indica pole position, carreras en cursiva indica vuelta rápida)
| Temp. | Moto  | 1      | 2      | 3       | 4       | 5       | 6       | 7     | 8       | 9       | 10     | 11      | 12    | Pos. | Pts. |
| ----- | ----- | ------ | ------ | ------- | ------- | ------- | ------- | ----- | ------- | ------- | ------ | ------- | ----- | ---- | ---- |
| 2020  | Honda | EST 14 | POR 11 | JER 5   | JER 7   | JER 6   | ARA 28  | ARA 9 | ARA Ret | VAL Ret | VAL 18 | VAL 11  |       | 10.º | 49   |
| 2021  | Honda | EST 9  | VAL 3  | VAL Ret | CAT Ret | CAT DNS | POR Ret | ARA 7 | JER 6   | JER 9   | RSM 11 | VAL Ret | VAL 8 | 11.º | 62   |

### Red Bull MotoGP Rookies Cup
(Carreras en negrita indica pole position, carreras en cursiva indica vuelta rápida)
| Temp. | 1     | 2     | 3     | 4     | 5     | 6      | 7     | 8     | 9   | 10  | 11  | 12  | 13    | 14    | Pos. | Pts. |
| ----- | ----- | ----- | ----- | ----- | ----- | ------ | ----- | ----- | --- | --- | --- | --- | ----- | ----- | ---- | ---- |
| 2021  | POR 2 | POR 8 | JER 3 | JER 2 | MUG 3 | MUG 15 | SAC 6 | SAC 4 | RBR | RBR | RBR | RBR | ARA 4 | ARA 6 | 6.º  | 127  |

### Campeonato del Mundo de Motociclismo
Sistema de puntuación de 1993 hasta 2022:
| Posición | 1.º | 2.º | 3.º | 4.º | 5.º | 6.º | 7.º | 8.º | 9.º | 10.º | 11.º | 12.º | 13.º | 14.º | 15.º |
| Puntos   | 25  | 20  | 16  | 13  | 11  | 10  | 9   | 8   | 7   | 6    | 5    | 4    | 3    | 2    | 1    |

Sistema de puntuación desde 2023 en adelante:
| Posición       | 1.º | 2.º | 3.º | 4.º | 5.º | 6.º | 7.º | 8.º | 9.º | 10.º | 11.º | 12.º | 13.º | 14.º | 15.º |
| Puntos         | 25  | 20  | 16  | 13  | 11  | 10  | 9   | 8   | 7   | 6    | 5    | 4    | 3    | 2    | 1    |
| Carrera sprint | 12  | 9   | 7   | 6   | 5   | 4   | 3   | 2   | 1   |      |      |      |      |      |      |

#### Por categoría
| Cat.  | Temp.         | 1.er GP       | 1.er Podio     | 1.ª Victoria   | Carreras | Victorias | Podios | Poles | V.Ráp. | Pts. | CM |
| ----- | ------------- | ------------- | -------------- | -------------- | -------- | --------- | ------ | ----- | ------ | ---- | -- |
| Moto3 | 2022-2023     | Catar 2022    | Portugal 2023  | Indonesia 2023 | 39       | 1         | 3      | 2     | 0      | 243  | 0  |
| Moto2 | 2024-         | Catar 2024    | Barcelona 2024 |                | 25       | 0         | 2      | 0     | 0      | 150  | 0  |
| Total | 2022-presente | 2022-presente | 2022-presente  | 2022-presente  | 57       | 1         | 4      | 2     | 0      | 323  | 0  |

#### Por temporada
| Temp. | Cat.  | Moto  | Equipo                | Carreras | Victorias | Podios | Poles | V.Ráp. | Pts. | Pos. |
| ----- | ----- | ----- | --------------------- | -------- | --------- | ------ | ----- | ------ | ---- | ---- |
| 2022  | Moto3 | KTM   | MT Helmets – MSI      | 19       | 0         | 0      | 1     | 0      | 112  | 8.º  |
| 2023  | Moto3 | KTM   | MT Helmets – MSI      | 20       | 1         | 3      | 1     | 0      | 131  | 8.º  |
| 2024  | Moto2 | Kalex | Italtrans Racing Team | 18       | 0         | 1      | 0     | 0      | 80   | 14.º |
| 2025  | Moto2 | Kalex | Italtrans Racing Team |          |           |        |       |        | *    | *    |
| Total | Total | Total | Total                 | 64       | 1         | 5      | 2     | 0      | 393  |      |

- * Temporada en curso.

#### Carreras por año
| Año  | Cat.  | Moto  | 1      | 2       | 3      | 4       | 5       | 6       | 7      | 8       | 9       | 10      | 11      | 12      | 13     | 14     | 15      | 16      | 17     | 18      | 19     | 20      | 21  | 22  | Pos. | Pts. |
| ---- | ----- | ----- | ------ | ------- | ------ | ------- | ------- | ------- | ------ | ------- | ------- | ------- | ------- | ------- | ------ | ------ | ------- | ------- | ------ | ------- | ------ | ------- | --- | --- | ---- | ---- |
| 2022 | Moto3 | KTM   | QAT 6  | INA Ret | ARG 6  | AME Ret | POR 10  | SPA 10  | FRA 14 | ITA Ret | CAT DNS | GER 16  | NED 16  | GBR 6   | AUT 6  | RSM 7  | ARA 15  | JPN 6   | THA 6  | AUS 7   | MAL 5  | VAL 8   |     |     | 8.º  | 112  |
| 2023 | Moto3 | KTM   | POR 3  | ARG 2   | AME 4  | SPA 10  | FRA Ret | ITA 7   | GER 7  | NED 12  | GBR 7   | AUT 8   | CAT 16  | RSM 12  | IND 13 | JPN 14 | INA 1   | AUS Ret | THA 13 | MAL Ret | QAT 26 | VAL Ret |     |     | 8.º  | 131  |
| 2024 | Moto2 | Kalex | QAT 22 | POR 18  | AME 14 | SPA Ret | FRA 26  | CAT Ret | ITA 11 | NED 16  | GER 4   | GBR Ret | AUT 16  | ARA 17  | RSM 8  | ERM WD | INA INJ | JPN 8   | AUS 5  | THA 5   | MAL 10 | SLD 3   |     |     | 13.º | 80   |
| 2025 | Moto2 | Kalex | THA 4  | ARG Ret | AME 21 | QAT 5   | SPA 4   | FRA 4   | GBR 2  | ARA 2   | ITA 4   | NED 1   | GER Ret | CZE Ret | AUT 1  | HUN    | CAT     | RSM     | JPN    | INA     | AUS    | MAL     | POR | VAL | 3.°  | 153  |

| Color     | Resultado                                                               |
| --------- | ----------------------------------------------------------------------- |
| Oro       | Ganador                                                                 |
| Plata     | 2.ª plaza                                                               |
| Bronce    | 3.ª plaza                                                               |
| Verde     | Finalizó en los puntos                                                  |
| Azul      | Finalizó sin puntos                                                     |
| Azul      | NC - No clasificado                                                     |
| Violeta   | Ret - No terminó (Carrera)                                              |
| Rojo      | DNQ - No se clasificó                                                   |
| Negro     | DSQ - Descalificado                                                     |
| Blanco    | DNS - No empezó (carrera)                                               |
| Blanco    | WD - Retirado (fin de semana)                                           |
| Blanco    | C - Carrera cancelada                                                   |
| Sin color | DNP - Inscrito pero no participó                                        |
| Sin color | INJ - Lesionado                                                         |
| Sin color | EX - Excluido                                                           |
| Estado    | Resultado                                                               |
| Negrita   | Pole position                                                           |
| Cursiva   | Vuelta rápida                                                           |
| †         | Abandona, pero clasifica al completar el porcentaje requerido para ello |